# Passeport somalien
Le passeport somalien (en somali : baasaboor) est un document de voyage international délivré aux ressortissants somaliens, et qui peut aussi servir de preuve de la citoyenneté somalienne.